# Territorio de Florida
El Territorio de Florida fue un territorio histórico organizado de los Estados Unidos de América que existió del 30 de marzo de 1822 hasta el 3 de marzo de 1845, cuando fue admitido en la Unión como el Estado de la Florida. Originalmente el territorio español de la Florida, y más tarde las provincias de Florida Occidental y Oriental, fueron cedidas a los Estados Unidos como parte del Tratado de Adams-Onís de 1819. Era regido por el Consejo Territorial de la Florida.

## Antecedentes: Florida española (1513-1821)
Florida fue descubierta por primera vez en 1513 por Juan Ponce de León quien reclamó la tierra como posesión de España. San Agustín, el asentamiento europeo continuamente habitado más antiguo de los Estados Unidos continentales, se fundó en la costa noreste de la Florida en 1565. 
A consecuencia de la guerra de los Siete Años y la ocupación británica de La Habana, en 1763 Florida pasó a ser colonia británica. Las acciones de Bernardo de Gálvez desde la Luisiana española durante la guerra de Independencia Estadounidense recobraron en 1781 la soberanía española de Florida.Estados Unidos obtuvo de España los territorios al norte del paralelo 31 por el tratado de San Lorenzo (1796).
Además, Estados Unidos compró la Luisiana francesa a Napoleón Bonaparte en 1803. A lo largo de los siguientes quince años los EE. UU. persiguieron el control de La Florida española y sus puertos, aprovechando tanto el gobierno francés de España como las guerras de Independencia Hispanoamericanas. Las pretensiones sobre Florida de EE. UU., Reino Unido e incluso los insurgentes mexicanos e independentistas Venezolanos propiciaron la infiltración de filibusteros y militares bajo la apariencia de colonos. Además, se sucedieron las proclamaciones de estados satélites como República de Florida Occidental, Estado Muskogee o República de Las Floridas con los que justificar la invasión militar del territorio.
Para asegurarse el control del Mississippi, en 1810 el ejército de William C. C. Claiborne invadió la Florida Occidental hasta el río Perdido. Baton Rouge quedó integrada en el Territorio de Orleans (actual Luisiana) y Biloxi en el Territorio de Mississippi (actual Mississippi).
En 1812 el presidente Madison promovió, sin éxito, la invasión de Florida desde Georgia con la guerra Patriota.En esta época uno de los principales motivos de tensión entre ambas naciones fue la acogida en Florida de los esclavos huidos de Georgia. Además, los indígenas seminolas temían la expropiación de sus territorios y la pérdida de los derechos otorgados por las leyes indianas españolas. Por último, la guerra de Independencia de España de Francia otorgó privilegios de comercio británicos en Florida y la acogida de antiguos lealistas británicos.
La guerra de 1812 supuso captura de Mobile en abril de 1813 por el ejército de James Wilkinson, que se integró en el Territorio de Misisipi y en 1817 en el Territorio de Alabama. 
En noviembre de 1814 el ejército de Andrew Jackson invadió Pensacola. La primera guerra seminola supuso la invasión y anexión de los EE. UU. de los territorios seminola, incluidos los de Florida. En 1818 el ejército del general Andrew Jackson invadió la Florida española desde Tennessee, ocupando los fuertes de San Marcos, Fuerte Barrancas y Pensacola.

### Tratado de Adams-Onís (1819)
El Tratado de Adams-Onís, también conocido como el Tratado Transcontinental, se firmó el 22 de febrero de 1819 por John Quincy Adams y Luis de Onís y González-Vara, que no tuvo efecto hasta después de haber sido ratificado por España el 24 de octubre de 1820 y los Estados Unidos el 19 de febrero de 1821. Los Estados Unidos obtuvo la Florida en virtud del artículo 2 y heredó las reclamaciones españolas en el territorio de Oregón en virtud del artículo 3, mientras cedió todas sus reclamaciones en Texas a España en virtud del artículo 3 (con la independencia de México en 1821, Texas se convirtió en territorio mexicano), y se comprometió a indemnizar hasta 5 millones de dólares en reclamaciones de ciudadanos estadounidenses contra España en virtud del artículo 11. Según el artículo 15, los productos españoles recibieron privilegios arancelarios exclusivos más favorables en los puertos de Pensacola y San Agustín por doce años.

## Territorio de Florida (1822-1845)
El Presidente James Monroe autorizó el 3 de marzo de 1821 tomar posesión de la Florida española por los Estados Unidos y proporcionar una gobernanza inicial. Andrew Jackson fue gobernador militar del territorio recién adquirido, pero solo por un breve período. El 30 de marzo de 1822, los Estados Unidos fusionó la Florida Oriental y parte de lo que antes constituía la Florida Occidental en el Territorio de la Florida. William Pope Duval se convirtió en el primer gobernador oficial del territorio de la Florida y poco después la capital se estableció en Tallahassee, pero solo después de la eliminación de una tribu seminola del área circundante.
El conflicto central del Territorio de Florida fueron los habitantes seminolas. El gobierno federal y la mayoría de los colonos blancos deseaban que todos los indígenas de la Florida emigraran a occidente. El 28 de mayo de 1830, el Congreso aprobó la Ley de Remoción de los Indios que requería que todos los nativos americanos se movieran al oeste del río Misisipi. La ley en sí no significaba mucho a la Florida, sin embargo, puso el marco para el Tratado de Paynes Landing que fue firmado por un consejo de jefes seminolas el 9 de mayo de 1832. Este tratado declaró que todos los habitantes seminolas de la Florida debían ser reubicados por 1835, dándoles tres años. Fue en esta reunión donde el famoso Osceola primero expresó su decisión de luchar.
A partir de finales de 1835, Osceola y los aliados seminolas comenzaron una guerra de guerrillas contra las fuerzas de Estados Unidos. Numerosos generales lucharon y fracasaron, sucumbieron al calor y la enfermedad, así como la falta de conocimiento de la tierra. No fue hasta que el general Thomas Jesup capturó muchos de los jefes principales de seminolas, incluyendo Osceola que murió en cautiverio por enfermedad, que las batallas comenzaron a apagarse. Los seminolas fueron finalmente forzados a migrar. Florida se unió a la Unión como el estado número 27 el 3 de marzo de 1845. En ese momento, casi todos los seminolas se habían ido, a excepción de un pequeño grupo que viven en los Everglades.